# 크리스티안 프리드리히 헤벨

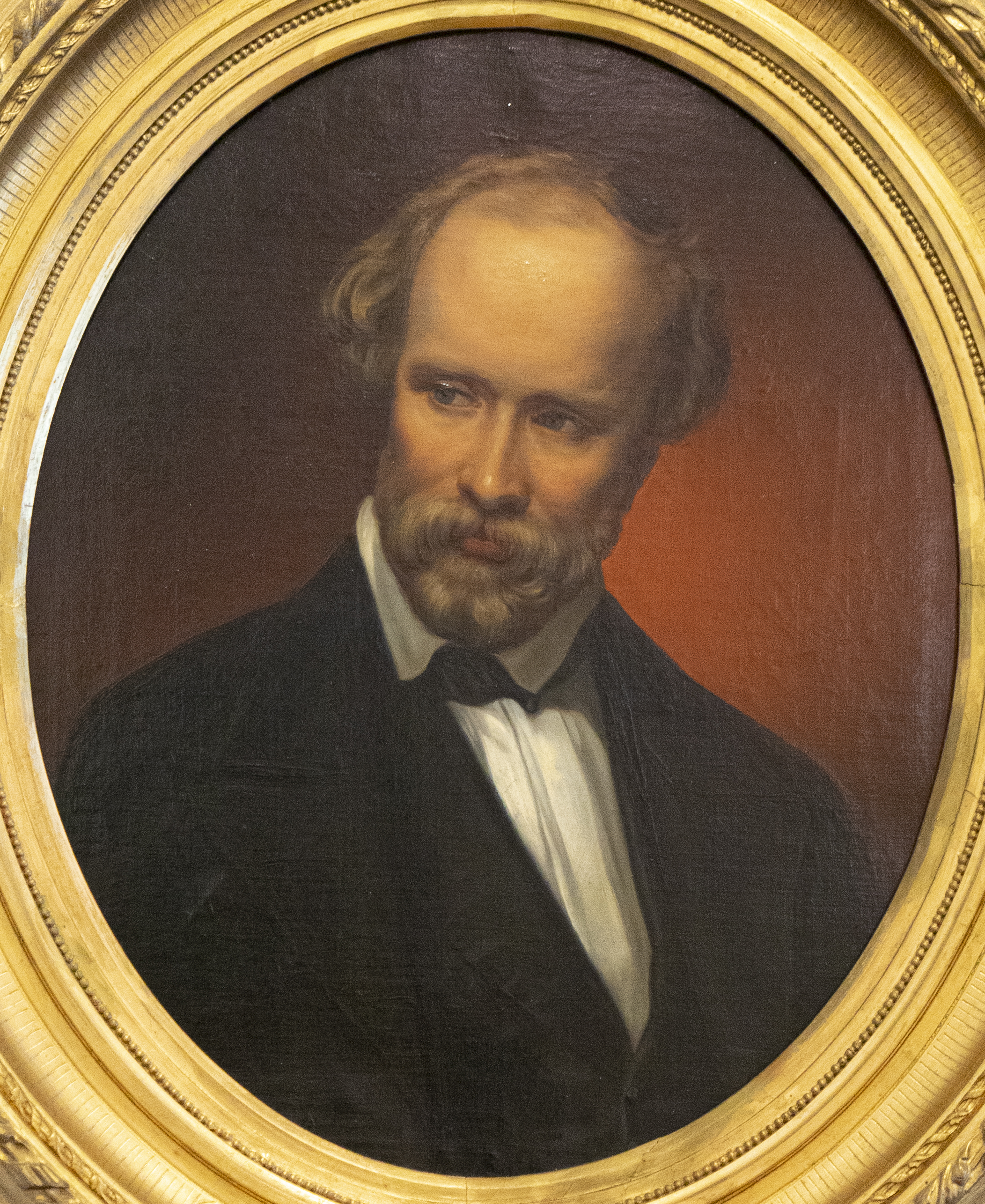

크리스티안 프리드리히 헤벨(Christian Friedrich Hebbel, 1813년 3월 18일 - 1863년 12월 13일)은 독일의 극작가이다.

## 생애
헤벨은 1813년 3월 18일 독일 북부 홀슈타인 지방의 베셀부렌이라는 작은 마을에서 미장이의 아들로 태어난다. 15살 때 교구 사무장 모어 밑에 들어가 22살 때까지 서기로 일한다. 이때 모어의 장서를 이용해 독학으로 교양을 쌓는다. 1831년, 아말리에 쇼페는 자신이 발행하는 잡지에 헤벨의 시를 싣는 것을 계기로 헤벨의 후원자가 된다. 1835년, 쇼페의 도움으로 함부르크로 이주해 뒤늦게 대학 공부를 준비하는 행운을 잡는다. 이 시기에 알게 된 8살 연상의 재단사 엘리제 렌징이 물심양면으로 돕는다. 1836년, 헤벨은 하이델베르크대학에 입학해서 법학을 공부하기 시작하지만 곧 법학이 적성에 맞지 않다는 것을 인식한다. 한 학기 뒤에는 거처를 뮌헨으로 옮겨 독학으로 폭넓은 교양을 쌓으면서 그리스 비극, 실러 등 위대한 비극 작품들의 공부에 열중한다. 엘리제가 돈을 더 대주지 못하게 되자 그는 1839년 함부르크로 돌아간다. 이때부터 본격적인 창작이 이루어진다.
1840년 6월, 최초의 비극 ＜유디트＞가 베를린에서 초연되어 성공을 거둔다. 이듬해에는 ＜게노베바＞를 완성하고 1842년에는 최초의 시집을 발간한다. 1842년 말, 헤벨은 분위기를 전환하고 적당한 일자리를 알아보기 위해 코펜하겐으로 간다. 일자리는 얻지 못하나 당시 헤벨이 살던 지역의 군주인 덴마크 왕으로부터 2년간 여행 장학금을 받는다. 함부르크로 돌아와 희곡에 관한 견해를 피력한 ＜희곡에 관한 나의 견해＞를 쓰고 ＜게노베바＞를 출간한 후 견문을 넓히고 예술에 관한 지식을 심화시키기 위해 파리로 여행한다. 거기서 하이네를 만나 교류한다. 아들의 사망으로 인한 엘리제의 고통을 고려하여 정식으로 혼인할 생각도 하나 실행에 옮기지 못하는 등 어려운 상황에서 ＜마리아 마그달레나＞를 탈고한다. 1844년, ＜희곡에 관한 나의 견해＞를 보완한 것을 에를랑겐대학에 제출하여 박사학위 논문으로 인정받는다.
그는 파리를 떠나 이탈리아로 가서 여행하다가 1845년 돈이 떨어져서 함부르크로 돌아가는 길에 빈에 들른다. 저명한 극작가 그릴파르처 등을 만나고 정착 가능성을 타진하나 쉽지 않음을 알아차리고 돌아가려고 하다가, 그를 작가로서 존경하고 환대하는 사람을 만나게 되고 또 자신처럼 어려운 삶을 살았고 사생아를 낳아 기르고 있는 국립극장의 전속 배우 크리스티네 엥하우스를 알게 되어 생각을 바꾼다. 그들은 이듬해 혼인한다.
이 행복한 결혼은 헤벨의 생애에서 결정적인 전기가 된다. 헤벨은 다시 창작 활동을 시작하여 잇달아 작품들을 발표한다. 이제 헤벨은 ＜마리아 마그달레나＞의 분위기, 청년기에서 벗어나 대작으로 눈을 돌린다. 1848년 프랑스 2월혁명의 여파로 일어난 3월혁명의 와중에서, 군대가 빈을 포격하는 혼란 속에서 헤벨이 걸작이라고 생각하는 ＜헤로데스와 마리암네＞(1848)가 태어난다. 헤벨이 마지막으로 완성한 대작 ＜니벨룽겐＞은 ＜각질 피부를 가진 지크프리트＞, ＜지크프리트의 죽음＞, ＜크림힐트의 복수＞ 등으로 구성된 3부작으로 1855년 10월에 집필을 시작하나 다른 일 때문에 중단하다가 1859년에 다시 시작해 1860년 초에 탈고한다.
만년에 헤벨은 작가로서 명성을 얻고 그의 작품들이 여러 주요 극장에서 상연되는 영예를 누린다. 헤벨은 러시아 역사에서 소재를 얻어 집필을 시작한 비극 ＜데메트리우스＞를 탈고하지 못하고 1863 12월 13일 빈에서 눈을 감는다.
헤벨은 인생의 비극을 인간 개인과 외적(外的) 혹은 내적 힘과의 갈등에서가 아니라 사회의 성립이나 발전과정 속에서 보았다. 그는 즐겨 역사와 전설의 이야기를 다루었고 최초의 희곡 <유디트>(1840년)도 구약성서에서 소재를 얻고 있다. 단 하나의 예외는 <마리아 막달레나>(1844년)이다. 중산계급의 가정비극이며 근대 사실주의에의 가교(架橋) 구실을 하는 이 작품은 훗날의 헨리크 입센이나 아우구스트 스트린드베리의 근대비극의 선구로서 높이 평가를 받는다.